# 福格塔罗伊特
福格塔罗伊特是德国巴伐利亚州的一个市镇。总面积34.22平方公里，总人口3137人，其中男性1591人，女性1546人（2011年12月31日），人口密度92人/平方公里。